# The Dharma at Big Sur
The Dharma at Big Sur is een compositie van John Adams.

## Compositie
Het werk is geschreven voor elektrisch viool en symfonieorkest met een uitgedunde houtblazerssectie. Het verzoek voor een werk kwam van Esa-Pekka Salonen van/met het Los Angeles Philharmonic die een werk bestelde voor de opening van “hun” Walt Disney Concert Hall.  Het werk begon als een werk voor spreekstem en orkest, waarin Adams de indrukken wilde verwerken van zijn overgang van de Oostkust (New Hampshire)  naar de westkust (Californië). Als solist had hij acteur Willem Dafoe voor ogen, die teksten uit de roman Big Sur van Jack Kerouac zou voorlezen. Ook Kerouacs Some of the Dharma (postuum uitgegeven) speelde een rol, waarmee de titel voor dit werk is verklaard. De werktitel luidde toen Concerto after Kerouac.  Er vond echter een omslag plaats toen Adams violist Tracy Silverman ontmoette. Deze violist had zich na een klassieke opleiding losgeweekt van het standaardrepertoire aan vioolconcerten; hij speelde jazz in een combinatie van muziek van Stéphane Grappelli, Robert Johnson uit de bluegrass en Terry Riley uit de minimalistische muziek. Silverman liet hem horen dat de meeste muziek zich tussen de standaard tonenreeks bevindt. Een uitweg naar de het portamento leverde een totaal ander werk op. Adams verwerkte in zijn The Dharma reine kwinten en Reine octaven; een verwijzing naar de muziek uit Zuidoost-Azië en het Boeddhisme. Door voor deze intervallen te kiezen moest de stemming van bijvoorbeeld snaar- en tokkelinstrumenten aangepast. Koperblazers moesten het door middel van embouchure proberen voor elkaar te krijgen, hetgeen niet altijd het gewenste resultaat had, aldus Adams.
Het werk kwam in twee delen, die ieder opgedragen zijn aan Amerikaanse componisten:
- A new day is opgedragen aan Lou Harrison, die leefde nabij Big Sur en een van de eerste westerse componisten was die het westerse toonsysteem zou loslaten;
- Sri moonshie is opgedragen aan Adams’ voorbeeld Terry Riley, die naast minimalistische muziek ook bedreven was in de raga.

De solist vliegt als een zeemeeuw over het orkest heen, aldus een omschrijving van de componist.
De orkestratie is als volgt:
- elektrische viool (zessnarig)
- 2 basklarinetten
- 4 4 hoorns, 3 trompetten, 2 trombones, 1 contrabastrombone, 1 tuba
- pauken, vier personen percussie (lichte klanken), piano, 2 keyboard samples; 2 harpen
- violen, altviolen, celli, contrabassen.

## Uitvoeringen
De wereldpremière werd gegeven door genoemde combinatie op 24 oktober 2003. Vanaf 2006 zijn met name Duitse choreografen bezig er dansbewegingen bij te fantaseren; er zijn choreografiën van John Neumeier (2006, Hamburg Ballett); Gregor Zöllig (2010, Stadttheater Bielefeld) Mario Schröder (2011, Leipziger Ballett) en Demis Volpi (2016, Stuttgart) en Regina van Berkel (2023, Oldenburg). Silverman bleef het werk (minstens) tot in de jaren twintig spelen, begeleid door allerlei orkesten. Nederland wacht in 2025 nog op een eerste uitvoering; het werk is dan circa 130 keer gespeeld. België was er snel bij met Silverman die zich liet begeleiden door het Vlaams Radio Orkest onder leiding van Alexander Briger (17 september 2005, Brussel). De Nederlandse cellist Pieter Wispelwey gaf wel de wereldpremière voor de celloversie uit de koker van Chris Latham; het vond plaats in mei 2013 in Canberra, Australië).
In 2025 zijn slechts twee opnamen voorhanden; een op Nonesuch Records (zie onder) en een opname van John Adams met het Los Angeles Philharmonic en solist Leila Josefowicz; deze violiste voerde het werk regelmatig ook op de podia uit.